# Wtoraja Liga
Die Wtoraja Liga (russisch Вторая лига ‚Zweite Liga‘) war in den Jahren 1996 bis 2009 die vierthöchste Eishockeyspielklasse in Russland und zwischen 1970 und 1992 die dritthöchste Spielklasse der Sowjetunion. 2009 wurde die Wtoraja Liga durch die Russische Eishockey-Regionalmeisterschaft abgelöst.  

## Teilnehmer der letzten Saison 2008/09
| Division                        | Team                         | Standort      |
| ------------------------------- | ---------------------------- | ------------- |
| Zentral-Division                | HK Wladimir                  | Wladimir      |
| Zentral-Division                | HK Rys II-OGU                | Odinzowo      |
| Zentral-Division                | MHK Krylja Sowetow Moskau II | Moskau        |
| Zentral-Division                | HK Lipezk II                 | Lipezk        |
| Zentral-Division                | HK Dmitrow II                | Dmitrow       |
| Zentral-Division                | HK Rjasan II                 | Rjasan        |
| Zentral-Division                | Kristall Elektrostal II      | Elektrostal   |
| Zentral-Division                | HK Rybinsk                   | Rybinsk       |
| Zentral-Division                | Titan Klin II                | Klin          |
| Zentral-Division                | SDJuSSchOR Twer              | Twer          |
| Ural- und Westsibirien-Division | Wagonostroitel Ust-Kataw     | Ust-Kataw     |
| Ural- und Westsibirien-Division | Politechnik Tscheljabinsk    | Tscheljabinsk |
| Ural- und Westsibirien-Division | Inkwoi Sowetski              | Sowetski      |
| Ural- und Westsibirien-Division | Gasowik-Start Jalutorowsk    | Jalutorowsk   |
| Ural- und Westsibirien-Division | Kedr Nowouralsk II           | Nowouralsk    |
| Ural- und Westsibirien-Division | Jurmaty Salawat              | Salawat       |
| Ural- und Westsibirien-Division | Signal Tscheljabinsk         | Tscheljabinsk |
| Ural- und Westsibirien-Division | Sauralje Kurgan II           | Kurgan        |